# San Juan de Urabá (kommun)
San Juan de Urabá är en kommun i Colombia.   Den ligger i departementet Antioquía, i den nordvästra delen av landet, 500 km nordväst om huvudstaden Bogotá. Antalet invånare är 20 899.